# Mk 95 (РЛС)
Mk 95 — трёхкоординатная РЛС непрерывного излучения производства компании «Хьюз», применяется как радар сопровождения и подсветки цели для зенитного ракетного комплекса «Си Спарроу».
Имеет две антенны:
- Излучающая — параболическая антенна диаметром 0,99 м;
- Приёмная — антенна Кассегрена диаметром 0,99 м.

Благодаря модуляции сигнала позволяет определять расстояние до объекта. Постоянно вычисляет время подлёта к цели и сообщает оператору (или начинает автоматический перехват) когда цель достижима. Незадолго до входа цели в зону поражения, одна из пусковых установок автоматически ассоциируется с соответствующим радаром Mk 95 и нацеливается на предсказанную точку встречи. В автоматическом режиме система сама осуществляет пуск ракеты, в полуавтоматическом команду на пуск ракеты даёт оператор. В США общепринята работа системы в полуавтоматическом режиме, в ВМС европейских стран — в автоматическом.
Между антеннами радара Mk 95 монтируется высокочувствительная камера Mk 6 с полем зрения 2,4° × 2,4° или 10° × 10°. Вместе с ней радар Mk 95 составляет систему наведения Mk 78. В случае сильных радиопомех оператор посредством телекамеры может сопровождать цель в ручном режиме.
Масса антенны — 1503 кг.

## Фото

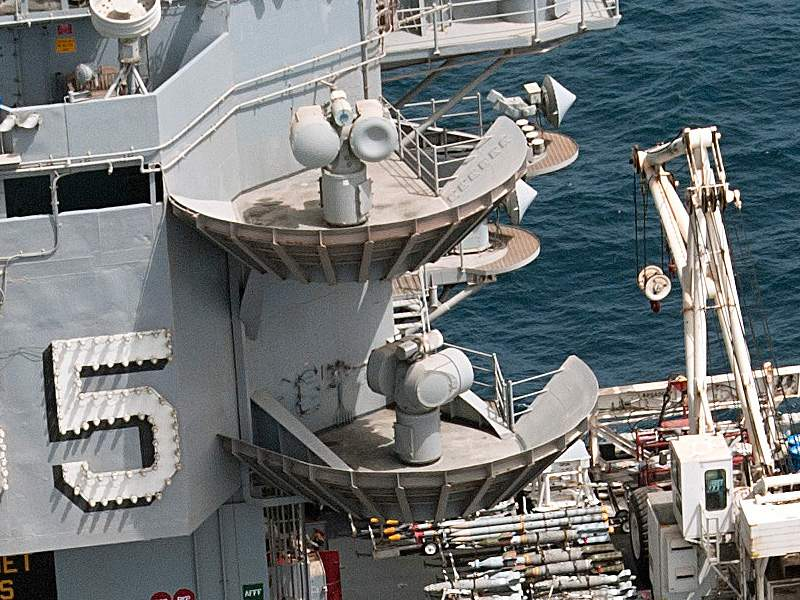
РЛС подсветки цели Mk 95 на авианосце CVN-65 «Энтерпрайз»